# Скеффингтон, Фрэнсис
Фрэнсис Джозеф Кристофер Скеффингтон (англ. Francis Joseph Christopher Skeffington; позже — Фрэнсис Шихи-Скеффингтон; англ. Francis Sheehy Skeffington; 23 декабря 1878 года, Бейлиборо, графство Каван, Ирландия — 26 апреля 1916 года, Казармы Портобелло, Дублин) — ирландский публицист, пацифист, женский правозащитник и политический активист начала XX века. Известен как участник кампаний за избирательные права женщин и противником насилия, погибший во время Пасхального восстания 1916 года.

## Биография

### Ранние годы
Родился 23 декабря 1878 года в Бейлиборо, графство Каван, единственным ребёнком в семье школьного испектора доктора Джозефа Баротоломью Скеффингтона и его жены Роуз Инде Магориан. Провёл детство в Даунпатрике, графство Даун. Получил частное образование от своего отца, выпускника Королевского колледжа наук. С ранних лет читал журнал «Review of Reviews» Уильяма Томаса Стеда, популяризировавший идеи пацифизма, феминизма и социальных реформ, что во многом сформировало его гражданские убеждения
С 1896 по 1902 год обучался в Университетском колледже Дублина на курсе современных языков. Увлечение Фрэнсиса литературой привело к тому, что в колледже он стал активным членом литературно-исторического общества, а его ораторские способности способствовали его электоральной победе в выборах на должность аудитора организации. Благодаря членству в обществе, Фрэнсис Скеффингтон смог завести дружбу со своим однокурсником Джеймсом Джойсом, дружба с которым сыграла свою роль в его жизни.

### Личная жизнь
В колледже он также познакомился со своей будущей женой Ханной Шихи-Скеффингтон, дочерью Девида Шихи, члена Палаты общин Великобритании от Ирландской парламентской партии. На момент их знакомства, Ханна ещё не имела чёткой позиции по вопросам прав женщин, а её феминизм основывался на пережитом опыте дискриминациии по половому признаку при обучении в университете. Фрэнсис, в свою очередь, уже имел за плечами несколько статей, посвящённых идее совместного обучения мужчин и женщин. Как позже утверждала Ханна, именно Фрэнсис сыграл ключевую роль в становлении её гражданской позиции.
27 июня 1903 года женился на Ханне Шихи-Скеффингтон, вместе с которой взял двойную фамилию Шихи-Скеффингтон. После свадьбы супруги стали совместно проживать в Ратгаре, Дублин, по адресу Эйрфилд-роуд 8 (англ.  Airfield Road). Спустя шесть лет после заключения брака — 19 мая 1919 года — у Ханны и Фрэнсиса Шихи-Скеффингтон родился сын Оуэн. Беременность протекала тяжело, а сами роды едва не стоили Ханне жизни, однако ребёнок появился на свет совершенно здоровым. Супруги, придерживавшиеся атеистических убеждений, твёрдо отказались крестить новорождённого. Позднее племянник Ханны, политик Конор Круз О’Брайен, вспоминал, что в воспитательных целях Фрэнсис порой запирал Оуэна в тёмной комнате — считая такой метод своеобразным компромиссом, поскольку его жена решительно выступала против телесных наказаний.

## Политическая и общественная деятельность

### Борьба за права женщин
Параллельно обучению в университете, в 1901 году, Фрэнсис начал преподавательскую карьеру в колледже Святого Кирана в Килкенни. После года преподавания в Килкенни он оканчивает Университетский колледж Дублина и поступает там на службу регистратором. На новой должности Фрэнсис составил петицию с требованиям равного приёма абитуриентов в университет вне зависимости от их половой принадлежности. Это привело к скандалу с руководством школы, из-за чего Фрэнсис был вынужден уволиться спустя два года работы. В дальнейшие годы работал внештатным корреспондентом газет The Guardian, L’Humanité и Daily Herald.
Совместно с женой, Ханной Шихи-Скеффингтон, активно участвовал в движении за права женщин. Вдохновившись британским Женским социально-политическим союзом, в 1908 году они основали его ирландский аналог — Ирландскую лигу за избирательное право женщин (англ. Irish Women’s Franchise League). В июне 1912 года члены организации разбили окна в здании главного почтамта Дублина и других правительственных здания, за что были арестованы. Ханна, получившая 3 месяца заключения, объявила в тюрьме голодовку и вскоре была освобождена.

### Партийная и профсоюзная активность
В 1905 году вместе с Ханной стал членом отделения «Молодая Ирландия» партии «Объединенная ирландская лига», которая, в свою очередь, была крылом Ирландской парламентской партии. Оставался в партии вплоть до 1912 года, когда он демонстративно покинул партию протеста против её отказа включить избирательное право для женщин в законопроект о самоуправлении. Фрэнсис, симпатизировавший идеям социализма, вступил в Социалистическую партию Ирландии в 1909 году и некоторое время являлся членом двух партий одновременно. 
В ходе Дублинского локаута Шихи-Скеффингтон открыто выступил в поддержку бастующих рабочих. Чтобы спасти детей бастующих от голода, английские социалисты предложили на время разместить их в семьях сочувствующих рабочих в Ливерпуле, Манчестере и других городах Великобритании. Это вызвало гнев католического духовенства и националистов, в частности Древнего ордена гибернийцев, которые видели в этом угрозу протестантского прозелитизма. Фрэнсис выступал против обвинений духовенства и националистов, за что был избит членами ордена при попытке тайно посадить детей на поезд на станции Кингбридж (англ. Kingsbridge Station) в Дублине. Он участвовал в создании Ирландской гражданской армии, возникшей в период локаута, как рабочей самооборонной организации, однако вышел из её рядов в начале 1914 года — в знак протеста против нарастающей милитаризации и сближения с националистическими Ирландскими добровольцами.

### Антивоенные демонстрации
С началом Первой мировой войны развернул активную кампанию против всеобщей воинской повинности и вербовки ирландцев в британскую армию. С осени 1914 по весну 1915 года им было проведено не менее сорока еженедельных митингов на площади Бересфорд Плейс (англ. Beresford Place) в Дублине, на которых он выступал против участия Ирландии в «империалистической войне». Уже после окончания антивоенных митингов во всей Ирландии, Шихи-Скеффингтон был арестован в ночь на 31 мая 1915 года. Он был осуждён судом Дублина в соответсвии с Законом о защите королевства (англ. Defense of realm act of the British state in Ireland) и приговорён к максимально возможному сроку за своё преступление — шести месяцам каторжных работ. Спустя неделю заключения, Фрэнсис, как и его жена в 1912, объявил голодовку и был освобождён. Аресту Скеффингтона посочувствовал известный драматург Джордж Бернанд Шоу, отправивший в газету  «Evening Mail» письмо, содержавшее следующее: «Закон о защите Королевства отменяет все свободы в Великобритании и Ирландии, за исключением тех, которые власти решат нам оставить».
После освобождения отправился в США, чтобы выступить там с лекциями, и, в то же время, не подвергать себя риску повторного ареста. Во время своего турне по Америке, выступил с лекциями в аудиториях Нью-Йорка, Филадельфии, Чикаго и Сент-Луиса, и опубликовал статью «Забытая маленькая нация: Ирландия и война» (англ. A Forgotten Small Nationality: Ireland and the War) в журнале The Century Magazine.

## Пасхальное восстание и казнь
В первые дни Пасхального восстания 1916 года Шихи-Скеффингтон, будучи убеждённым пацифистом и не примыкая к вооружённым мятежникам, пытался остановить волну уличного мародёрства, вспыхнувшего после ухода полиции с О’Коннелл-стрит. В этих целях он заручился поддержкой нескольких священнослужителей и обычных граждан и организовал небольшую группу, защищавшую имущество горожан.

### Арест и расстрел
Утром 26 апреля 1916 года Фрэнсис Шихи-Скеффингтон был задержан британским патрулём, возглавляемым капитаном Боуэном-Колтхерстом, на мосту Портобелло и доставлен в одноимённые казармы. Уже в полночь капитан Королевского Ольстерского стрелкового полка Джон Боуэн-Колтхерст связал ему руки за спину и отвёл к мосту, где передал его лейтенанту Лесли Уилсону. По пути к мосту капитан застрелил случайного прохожего, прихожанина католической церкви в районе Ратмайнс, неподалёку от казарм. Причиной убийства стало наличие у прохожего католических чёток. Этот вид привёл Боуэна-Колтхерста — протестанта-фундаменталиста с позже выявленными психическими отклонениями — в ярость. Как в своих мемуарах передавал племянник Ханны, политик Конор Круз О’Брайен, Скеффингтон был свидетелем убийства и после его совершения сказал капитану: «Я прослежу, чтобы ты ответил за это, Колтхерст».
После некоторого времени проведённого на мосту Скеффингтон был отправлен в казармы, где пробыл ночь в камере с другими задержанными. Просьбы Фрэнсиса передать информацию об его аресте жене, жившей неподалёку, были проигнорированы. На следующее утро арестовавший его капитан Колтхерст отвёл Фрэнсиса во двор казарм, где он был расстрелян в отсутсвие какого-либо суда над ним. Последними словами Фрэнсиса были: «Я сочувствую движению Шинн Фейн, но выступаю против милитаризма» (англ. «I am in sympathy with the Sinn Fein movement, but opposed to militarism»). В тот же вечер британский патруль под командованием Боуэна-Колтхерста провёл обыск в доме Скеффингтонов в поисках компрометирующих документов.
6 июня военный трибунал признал капитана Боуэна-Колтхерста виновным в убийстве Фрэнсиса Шихи Скеффингтона и двух редакторов газеты — Томаса Диксона и Патрика Макинтайра в казармах Портобелло. Однако, ввиду выявленных психических отклонений, не был заключён под стражу 

## Взгляды
Был сторонником пацифистских, феминистических и реформистских идей. Придерживался мнения, что глобального перенаселения, грозившего миру в будущем, можно избежать посредством эмансипации женщин и переориентировки их внимания с деторождения на прочие аспекты жизни. Являлся сторонником избирательных прав женщин.
Выступал против Гэльской лиги, поскольку считал, что эсперанто во многом превосходит ирландский язык.